# Gonophora bimaculata
Gonophora bimaculata es una especie de insecto coleóptero de la familia Chrysomelidae. Fue descrita en 1876 por Chapuis.